# Абатский район
Аба́тский райо́н — административно-территориальная единица (район) и муниципальное образование (муниципальный район) в Тюменской области России.
Административный центр — село Абатское.

## География
Площадь района — 408 тыс. га. Территория относится к лесостепной зоне Западно-Сибирской равнины. Произрастают, главным образом, берёзовые леса. Эксплуатационный фонд лесов составляет 2895 тыс. м³, запасы леса — 12 778 тыс. м³. В районе выявлено восемь месторождений кирпичных глин, одно — песка, одно — песчано-гравийной смеси, одно — мергеля, одно — известковистых конкреций, два — сапропеля и десять — торфа.

## Население
| 2002    | 2009    | 2010    | 2011    | 2012    | 2013    | 2014    |
| ------- | ------- | ------- | ------- | ------- | ------- | ------- |
| 23 566  | ↘22 022 | ↘19 837 | ↘19 757 | ↘18 631 | ↘17 975 | ↘17 819 |
| 2015    | 2016    | 2017    | 2018    | 2019    | 2020    | 2021    |
| ↘17 437 | ↘17 303 | ↘17 258 | ↘17 071 | ↘16 790 | ↘16 535 | ↗19 057 |
| 2023    |         |         |         |         |         |         |
| ↘18 783 |         |         |         |         |         |         |

## История
Абатский район образован на основании постановлений ВЦИК от 3 и 12 ноября 1923 года в составе Ишимского округа Уральской области из Абатской, Тушнолобовской, части Маслянской и части Челноковской волостей Ишимского уезда Тюменской губернии.
В состав района вошло 25 сельсоветов: Абатский, Балаирский, Берендеевский, Бобыльский, Боковский, Большеболдыревский, Быструшинский, Вяткинский, Ерёминский, Катковский, Кокуйский, Логиновский, Максимовский, Маслянский, Назаровский, Погорельский, Речкуновский, Спиринский, Сычёвский, Тельцовский, Тушнолобовский, Фирсовский, Челноковский, Черемшанский, Шевыринский.
15 сентября 1926 года Большеболдыревский сельсовет переименован в Болдыревский.
1 января 1932 года — район упразднён, территория вошла в состав Маслянского района.
25 января 1935 года — район образован вновь из 25 сельсоветов, входивших в него до упразднения, а также Вятского сельсовета Викуловского района и Ленинского поссовета (образован 5 ноября 1934 года). В связи с тем, что в районе стало два одноимённых сельсовета, Вяткинский сельсовет, переданный из Викуловского района, был переименован в Нововяткинский.
19 сентября 1939 года в состав района вошли Битиинский, Камышенский и Коневский сельсоветы, входившие в состав Крутинского района. Ерёминский, Кокуйский и Челноковский сельсоветы упразднены.
Указом Президиума Верховного Совета СССР от 14 августа 1944 года включён в состав Тюменской области.
17 июня 1954 г. упразднены Берендеевский, Бобыльский, Боковский, Катковский, Логиновский сельсоветы. Маслянский и Сычёвский сельсоветы объединены в Старомаслянский сельсовет. Максимовский и Фирсовский сельсоветы объединены в Водолазовский сельсовет. 16 мая 1957 г. упразднён Тельцовский сельсовет. 3 апреля 1958 г. образован Майский сельсовет. 11 декабря 1958 г. Вяткинский сельсовет переименован в Старовяткинский. 18 июня 1959 г. Спиринский и Черемшанский сельсоветы объединены в Ощепковский. 24 марта 1960 г. упразднён Старомаслянский сельсовет. 18 июля 1961 г. упразднены Балаирский, Битиинский, Болдыревский, Быструшинский, Назаровский, Погорельский, Речкуновский, Старовяткинский сельсоветы. 1 февраля 1963 г. создан Абатский укрупнённый сельский район, в состав которого вошла территория Викуловского района. 21 мая 1964 года Камышенский сельсовет переименован в Партизанский. 26 сентября 1964 года районный центр с. Абатское преобразован в р.п. Абатский. 12 января 1965 г. район разукрупнён, преобразован в район. При этом к вновь образованному Викуловскому району отошли Балаганский, Березинский, Викуловский, Ермаковский, Калининский, Каргалинский, Коточиговский, Нововяткинский, Озернинский, Поддубровинский, Покровский, Рябовский, Скрипкинский, Чуртанский сельсоветы. 10 мая 1965 года образованы Болдыревский и Быструшинский сельсоветы. 30 июня 1966 года образованы Банниковский и Назаровский сельсоветы. 1 апреля 1977 года упразднён Водолазовский сельсовет. 23 сентября 1991 года р. п. Абатский преобразован в с. Абатское. Образован Абатский сельсовет с центром в с. Абатское. 27 ноября 1991 года прежний Абатский сельсовет переименован в Кареглазовский. После этого Карелазовский сельсовет был переименован: Администрация Абатского сельского поселения.
В 2001 году создано объединённое муниципальное образование Абатский район, а в 2004 году оно было наделено статусом муниципального района.

## Муниципально-территориальное устройство
В Абатский муниципальный район входят 11 сельских поселений, состоящих из 65 населённых пунктов:
| №  | Сельские поселения                | Админ. центр     | Количество населённых пунктов | Население | Площадь, км² |
| -- | --------------------------------- | ---------------- | ----------------------------- | --------- | ------------ |
| 1  | Абатское сельское поселение       | село Абатское    | 8                             | ↘8772     | 421,26       |
| 2  | Банниковское сельское поселение   | село Банниково   | 5                             | ↘926      | 219,18       |
| 3  | Болдыревское сельское поселение   | село Болдырево   | 4                             | ↘785      | 393,15       |
| 4  | Коневское сельское поселение      | село Конево      | 6                             | ↘1028     | 327,99       |
| 5  | Ленинское сельское поселение      | посёлок Ленинка  | 7                             | ↘1013     | 453,97       |
| 6  | Майское сельское поселение        | посёлок Майский  | 7                             | ↘1131     | 318,31       |
| 7  | Назаровское сельское поселение    | село Назарово    | 3                             | ↘377      | 336,65       |
| 8  | Ощепковское сельское поселение    | село Ощепково    | 7                             | ↘2208     | 605,91       |
| 9  | Партизанское сельское поселение   | посёлок Партизан | 3                             | ↘390      | 379,56       |
| 10 | Тушнолобовское сельское поселение | село Тушнолобово | 9                             | ↘1157     | 321,97       |
| 11 | Шевыринское сельское поселение    | село Шевырино    | 6                             | ↘996      | 302,49       |

### Населённые пункты
| №  | Населённый пункт | Тип     | Население | Муниципальное образование         |
| -- | ---------------- | ------- | --------- | --------------------------------- |
| 1  | Абатское         | село    | ↗8094     | Абатское сельское поселение       |
| 2  | Артамонова       | деревня | ↘16       | Банниковское сельское поселение   |
| 3  | Балаир           | деревня | ↘105      | Ленинское сельское поселение      |
| 4  | Банниково        | село    | ↘594      | Банниковское сельское поселение   |
| 5  | Берендеева       | деревня | #Н/Д      | Болдыревское сельское поселение   |
| 6  | Бития            | деревня | ↘209      | Коневское сельское поселение      |
| 7  | Бобыльск         | деревня | ↘178      | Абатское сельское поселение       |
| 8  | Бокова           | деревня | ↘122      | Банниковское сельское поселение   |
| 9  | Болдырево        | село    | ↘510      | Болдыревское сельское поселение   |
| 10 | Бурдина          | деревня | ↘39       | Тушнолобовское сельское поселение |
| 11 | Быструха         | село    | ↘775      | Ощепковское сельское поселение    |
| 12 | Водолазово       | село    | ↘151      | Тушнолобовское сельское поселение |
| 13 | Волостная        | деревня | ↘63       | Партизанское сельское поселение   |
| 14 | Восток           | посёлок | ↘67       | Ленинское сельское поселение      |
| 15 | Горки            | деревня | ↘125      | Банниковское сельское поселение   |
| 16 | Еремина          | деревня | ↘103      | Абатское сельское поселение       |
| 17 | Ефимова          | деревня | ↘64       | Тушнолобовское сельское поселение |
| 18 | Земляная         | деревня | ↘6        | Тушнолобовское сельское поселение |
| 19 | Камышинка        | деревня | ↘190      | Шевыринское сельское поселение    |
| 20 | Камышинская      | деревня | ↘97       | Партизанское сельское поселение   |
| 21 | Кареглазова      | деревня | ↗79       | Абатское сельское поселение       |
| 22 | Кокуй            | деревня | ↘135      | Абатское сельское поселение       |
| 23 | Конево           | село    | ↘672      | Коневское сельское поселение      |
| 24 | Костылева        | деревня | ↘125      | Болдыревское сельское поселение   |
| 25 | Лапина           | деревня | ↘206      | Коневское сельское поселение      |
| 26 | Ленинка          | посёлок | ↘813      | Ленинское сельское поселение      |
| 27 | Лесной           | посёлок | ↘39       | Ленинское сельское поселение      |
| 28 | Лихачева         | деревня | ↘81       | Шевыринское сельское поселение    |
| 29 | Логинова         | деревня | ↘189      | Тушнолобовское сельское поселение |
| 30 | Майка            | посёлок | ↘45       | Майское сельское поселение        |
| 31 | Майский          | посёлок | ↘886      | Майское сельское поселение        |
| 32 | Максимова        | деревня | ↘102      | Тушнолобовское сельское поселение |
| 33 | Марай            | посёлок | ↘46       | Ленинское сельское поселение      |
| 34 | Мешалкина        | деревня | ↘72       | Майское сельское поселение        |
| 35 | Назарово         | село    | ↘268      | Назаровское сельское поселение    |
| 36 | Ощепково         | село    | ↘676      | Ощепковское сельское поселение    |
| 37 | Пайкова          | деревня | ↘133      | Майское сельское поселение        |
| 38 | Партизан         | посёлок | ↘413      | Партизанское сельское поселение   |
| 39 | Погорелка        | деревня | ↘124      | Ощепковское сельское поселение    |
| 40 | Поротникова      | деревня | ↘14       | Коневское сельское поселение      |
| 41 | Репьева          | деревня | ↘157      | Тушнолобовское сельское поселение |
| 42 | Речкунова        | деревня | ↘73       | Абатское сельское поселение       |
| 43 | Сержанка         | деревня | ↘0        | Майское сельское поселение        |
| 44 | Смоленка         | деревня | ↘97       | Шевыринское сельское поселение    |
| 45 | Спирина          | деревня | ↘99       | Ощепковское сельское поселение    |
| 46 | Старая Маслянка  | село    | ↘189      | Майское сельское поселение        |
| 47 | Старовяткина     | деревня | ↘111      | Абатское сельское поселение       |
| 48 | Сысоева          | деревня | ↘127      | Болдыревское сельское поселение   |
| 49 | Сычево           | село    | ↘151      | Банниковское сельское поселение   |
| 50 | Татарская        | деревня | ↘138      | Шевыринское сельское поселение    |
| 51 | Тельцова         | деревня | ↘145      | Ощепковское сельское поселение    |
| 52 | Тушнолобово      | село    | ↘510      | Тушнолобовское сельское поселение |
| 53 | Узлова           | деревня | ↗7        | Шевыринское сельское поселение    |
| 54 | Фирсова          | деревня | ↘76       | Тушнолобовское сельское поселение |
| 55 | Чапаево          | посёлок | ↘48       | Ленинское сельское поселение      |
| 56 | Челнокова        | деревня | ↘181      | Ощепковское сельское поселение    |
| 57 | Черемшанка       | деревня | ↘75       | Назаровское сельское поселение    |
| 58 | Чумашкина        | деревня | ↘116      | Коневское сельское поселение      |
| 59 | Чупина           | деревня | ↘44       | Майское сельское поселение        |
| 60 | Шевырино         | село    | ↘575      | Шевыринское сельское поселение    |
| 61 | Шипунова         | деревня | ↘155      | Абатское сельское поселение       |
| 62 | Юрга             | деревня | ↘80       | Назаровское сельское поселение    |
| 63 | Яузяк            | деревня | ↘122      | Ощепковское сельское поселение    |

| № | Населённый пункт | Тип     | Год упразднения |
| - | ---------------- | ------- | --------------- |
| 1 | Боровкова        | деревня | 1990-е          |
| 2 | Мирный           | посёлок | 2022            |
| 3 | Пенькова         | деревня | 1990-е          |
| 4 | Сараева          | деревня | 1990-е          |
| 5 | Таволжанова      | деревня | 1990-е          |
| 6 | Тихвинка         | деревня | 1990-е          |
| 7 | Шалашина         | деревня | 2022            |

## Экономика
Основной сектор экономики — сельское хозяйство. Ведущей отраслью является животноводство. Большая часть территории района занята землями сельскохозяйственного назначения (345,2 тыс. га). По площади сельхозугодий район занимает второе место в области.
В районе выращивают пшеницу, рожь, ячмень, овёс, гречиху. Разводят крупный рогатый скот, свиней.
Промышленность представлена предприятиями пищевой и перерабатывающей промышленности.

## Достопримечательности
Лечебные термальные источники (профилакторий «Марушенские зори»), минеральная вода которых относится к хлоридно-натриевой, йодо-бромной, и может быть использована при лечении заболеваний опорно-двигательного аппарата, периферической системы, сердечно-сосудистых заболеваний, тиреотоксикозов. Археологические памятники — курганы (II—III века).
На территории района расположены три особо охраняемые природные территории регионального значения:  комплексный заказник «Ерёминский» (5930 га), а также памятники природы «Коневский бор» (360,04 га) и «Гусиный остров» (12 га).

## Известные уроженцы
Астрахов Фёдор Михайлович — полный кавалер Ордена Славы, командир отделения 120-го гвардейского стрелкового полка 39-й гв. мсд. 8-й гв. А. Родился 10 августа 1919 года в д. Бобыльск.